# Shane Crowley

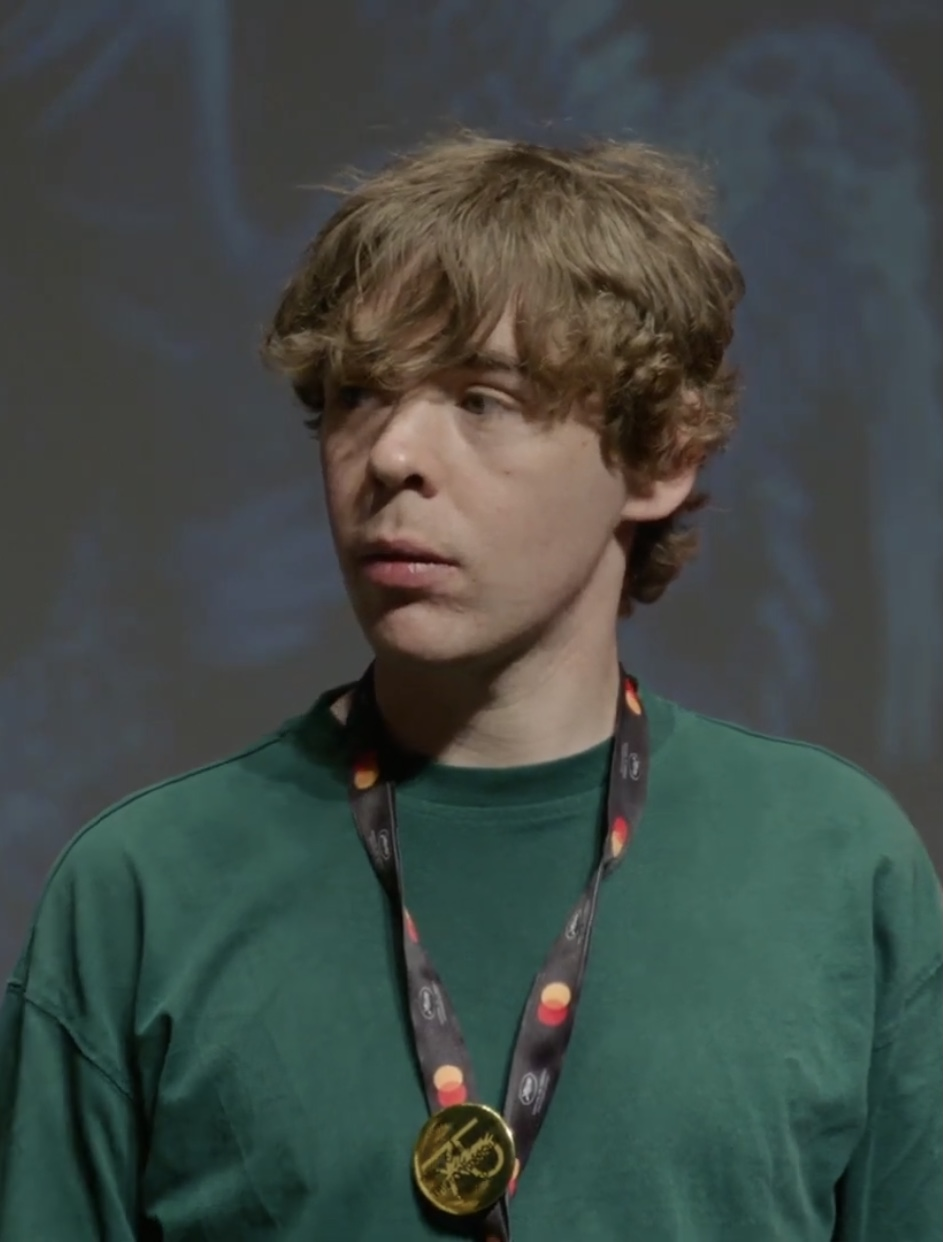
Shane Crowley bei der Premiere des Films God’s Creatures im Mai 2022 in Cannes

Shane Crowley (* in Killorglin) ist ein irischer Drehbuchautor.

## Leben
Shane Crowley wurde in der kleinen Stadt Killorglin im Süden des County Kerry in Irland geboren und wuchs an der Küste auf. Sein Bruder Muiris Crowley ist Schauspieler und war unter anderem in dem Kurzfilm Change in the Weather, in zwei Folgen von Vikings und in der Rolle von Tommy in dem Filmdrama Pilgrim Hill zu sehen.
Shane Crowley ist Absolvent der National Film and Television School in Beaconsfield. Nachdem er in dieser Zeit die Drehbücher für die Kurzfilme Shadows, A Song for Our Fathers und Come Out of the Woods seines NFTS-Studienkollegen Jonny Blair geschrieben hatte, arbeitete er für den Film God’s Creatures der US-Amerikanerinnen Saela Davis und Anna Rose Holmer, der im Mai 2021 bei den Internationalen Filmfestspielen in Cannes seine Premiere feierte. Fodhla Cronin O’Reilly, die Produzentin des Films, wuchs ebenfalls an der Küste von Kerry auf, ein paar Meilen entfernt von Crowley. Sie kannten sich seit ihrem 12. Lebensjahr, sind seitdem befreundet und hatten immer geplant, die Geschichten über die Gegend, aus der sie kommen, zu erzählen, wie es irische Theater- und Romanautoren seit langem tun.

## Filmografie
- 2016: Ian Pirie in A Song for Our Fathers (Kurzfilm)
- 2016: Pooky Quesnel and Rian Gordon in Shadows (Kurzfilm)
- 2017: Come Out of the Woods (Kurzfilm)
- 2022: God’s Creatures

## Auszeichnungen
British Independent Film Award
- 2022: Nominierung für das Beste Drehbuchdebüt (God’s Creatures)